# The Rebels
The Rebels est un groupe de rock alternatif espagnol, originaire de Madrid.

## Histoire
Le groupe est formé le 9 septembre 2009 par trois amis. Depuis leurs débuts, ils ont connu plusieurs changements de line-up, mais ont effectué de nombreuses tournées dans toute la péninsule, y compris dans certains des festivals les plus importants en Espagne, tels que le festival En Vivo et le Bilbao BBK Live Festival. Ils ont également assuré la première partie de trois dates de la tournée espagnole de Bon Jovi en 2011 et 2013.
Ils font leur apparition dans plusieurs bandes originales de films, comme avec la chanson Only Love is Revolutionary, issue de leur album Always Now! sorti en 2014, qui figure dans la bande originale du film d'animation Objectif Lune (Atrapa la bandera). En 2017, le groupe sort son album Mafia.

## Style musical
Leur style musical est fortement influencé par la pop, le punk et le rock américain des années 1990, citant des groupes comme Nirvana et les Beatles parmi leurs favoris,.

## Discographie
- 2010 : Worldmakers
- 2014 : Always Now!
- 2017 : Mafia